# گورستان لیوا

نمازخانه گورستان لیوا

گورستان لیوا (استونیایی: Liiva kalmistu) یک گورستان در نزدیکی دریاچه اولمیسته در تالین، استونی است. 
این گورستان که ۶۵ هکتار وسعت دارد در سال ۱۹۳۵ تاسیس شده و دارای یک نمازخانه است که توسط هربرت یوهانسون طراحی شده. هانس مارتینسون نماینده سابق مجلس استونی اولین فرد خاکسپاری شده در گورستان لیوا است.

## نگارخانه

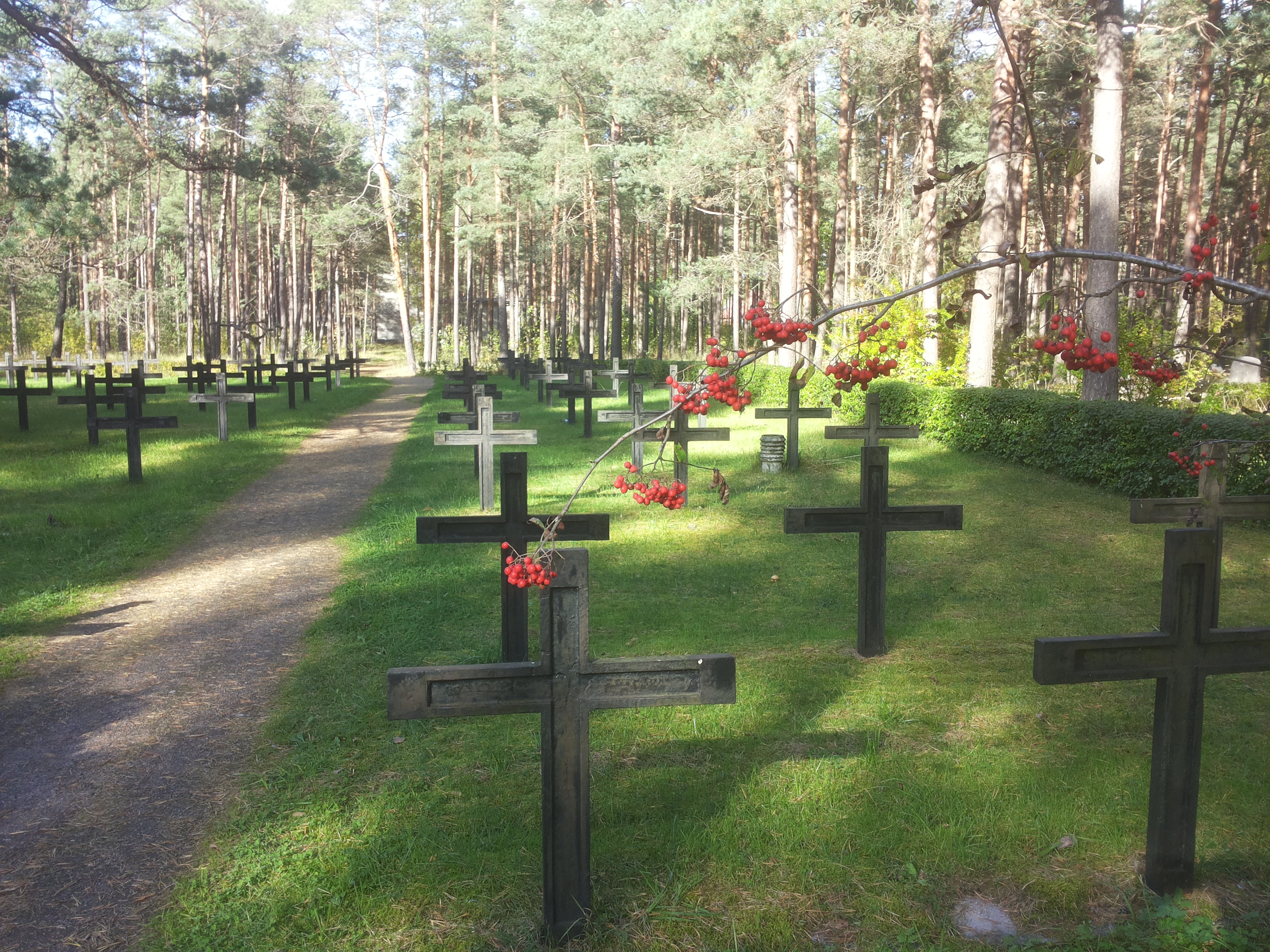
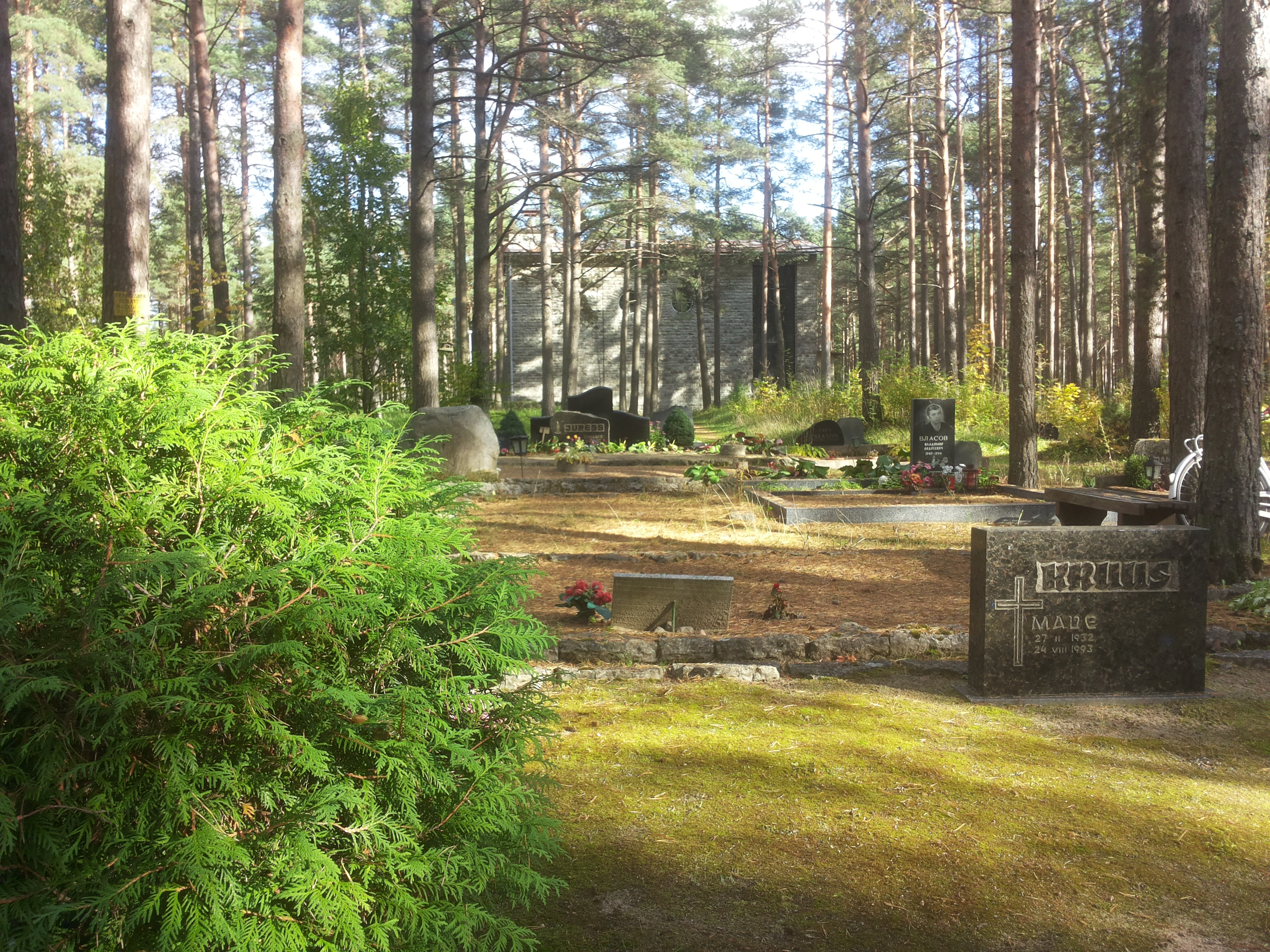
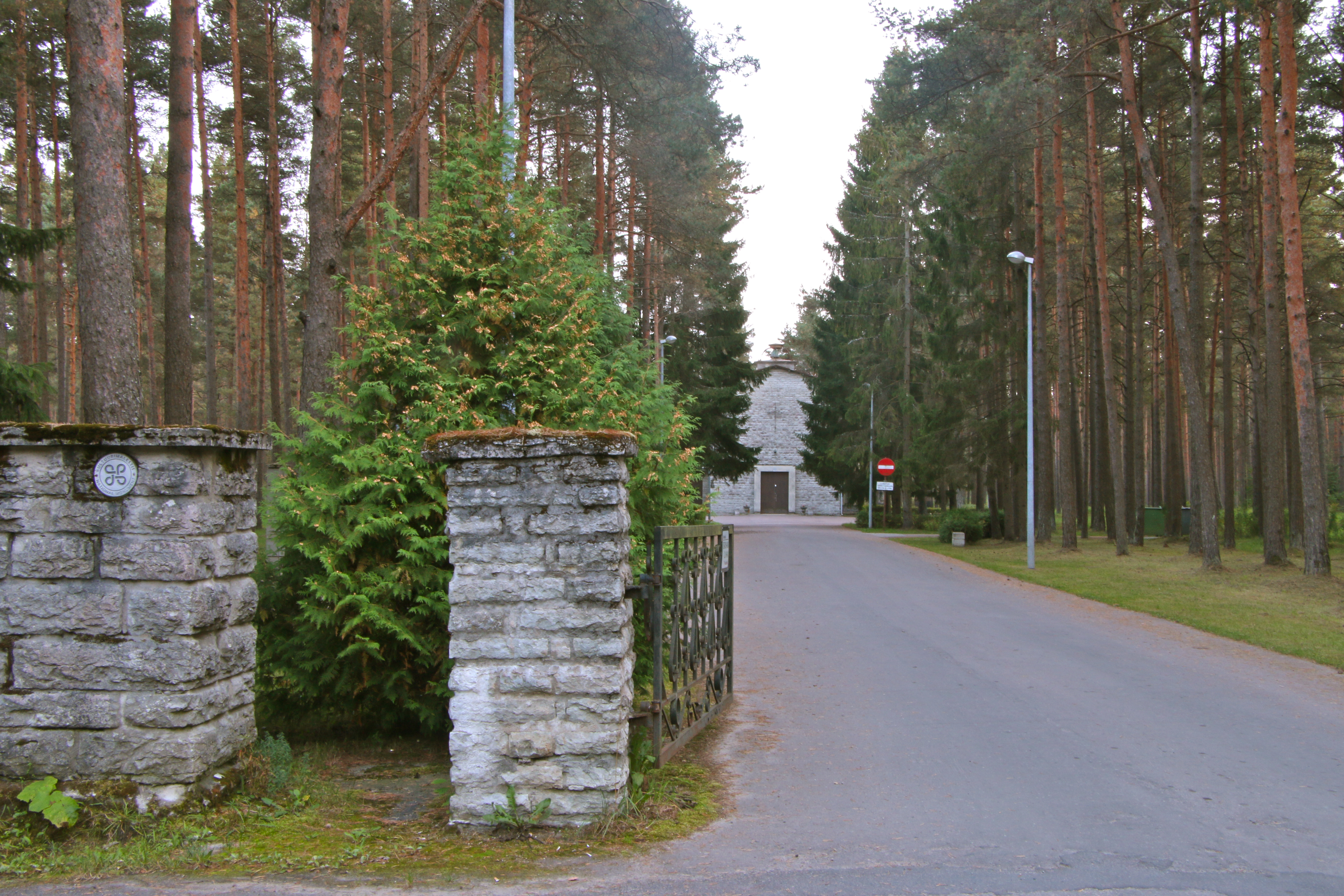